# Jackie Earle Haley
Jackie Earle Haley (Northridge, Kalifornia, 1961. július 14. –) amerikai színész, rendező. 
Kelly Leak szerepében tűnt fel a Gáz van, jövünk! (1976), a Gáz van, jövünk! 2. (1977) és a Gáz van, jövünk! 3. (1978) című filmekben. Hosszas kihagyást követően a 2006-os A király összes embere című filmmel tért vissza a filmvászonra. Ugyanebben az évben az Apró titkok című filmdrámában egy pedofil megformálásáért jelölték Oscar-díjra.
Emlékezetes alakítást nyújtott a  Az őrzők (2009) című szuperhősfilmben Rorschach, valamint a 2010-es Rémálom az Elm utcában remake-ben Freddy Krueger megformálásával. A 2019-ben bemutatott Alita: A harc angyalában egy kiborg szerepét osztották rá. Filmrendezőként 2015-ben debütált Bűnös utakon című filmjével.
A televízió képernyőjén feltűnt a Preacher 2016-os első évadjában, valamint A Kullancs epizódjaiban is.

## Pályafutása
Haley karrierje elején olyan sorozatokban vállalt epizódszerepeket, mint a The Partridge Family, a Marcus Welby, M.D., A majmok bolygója, a Shazam!, a The Waltons vagy a MacGyver. 1972-ben a Un homme est most című francia–olasz thrillerrel debütált a filmvásznon. volt. 1975-ben Donald Sutherlanddal szerepelt A sáska napja című történelmi drámában. Az 1970-es évek második felében a Gáz van, jövünk! (1976), a Gáz van, jövünk! 2. (1977) és a Gáz van, jövünk! 3. (1978) című sportfilmekben játszotta Kelly Leaket. 1979-ben a Start két keréken szereplője volt.
Az akkor még pályája elején lévő Tom Cruiseval játszott együtt A szerelemben vesztes című 1983-as vígjátékban. Az 1990-es évek elején csinált három filmet, aztán 2006-ig nem tűnt fel a filmvásznon. 2000-ben költözött a texasi San Antonióba, hogy reklámproducer legyen. Sean Penn ajánlásával szerepet kapott A király összes emberé című drámában, így visszatért a filmezéshez. Ebben az évben Todd Field Apró titkok című rendezésében is játszott, melynek kritikailag legsikeresebb alakítását köszönheti. Számos filmkritikus díjat elnyert, továbbá a 79. Oscar-gálán jelölték a legjobb férfi mellékszereplőnek járó díjra.
2008-ban egy sportvígjáték, a Fél-profi, majd 2009-ben a Watchmen: Az őrzők szereplője lett, utóbbiban a képregényszereplő Rorschachot keltve életre. 2010-ben Leonardo DiCaprióval és Martin Scorsesevel dolgozott együtt a Viharszigetben, illetve az ikonikus horrorszereplő Freddy Kruegert játszotta el a Rémálom az Elm utcában című remake-ben. 2012-ben a Lincoln című életrajzi drámában Alexander Stephens amerikai politikus szerepét osztották rá, filmbéli partnerei Daniel Day-Lewis, Joseph Gordon-Levitt, Tommy Lee Jones és Sally Field voltak.

## Magánélete
Első házasságát Sherry Vaughannal kötötte, akitől két gyermeke született. Második feleségét, Amelia Cruzt 2004-ben vette el.

## Filmográfia

### Film
| Év   | Magyar cím                                    | Eredeti cím                            | Szerep                    | Magyar hang              | Rendező              |
| ---- | --------------------------------------------- | -------------------------------------- | ------------------------- | ------------------------ | -------------------- |
| 1972 | Egy ember halott                              | Un homme est mort                      | Eric                      |                          | Jacques Deray        |
| 1975 | A sáska napja                                 | The Day of the Locust                  | Adore Loomis              | Molnár Levente           | John Schlesinger     |
| 1976 | Gáz van, jövünk!                              | The Bad News Bears                     | Kelly Leak                |                          | Michael Ritchie      |
| 1977 | Gáz van, jövünk! 2.                           | The Bad News Bears in Braking Training | Kelly Leak                |                          | Michael Pressman     |
| 1977 |                                               | Damnation Alley                        | Billy                     |                          | Jack Smight          |
| 1978 | Gáz van, jövünk! 3.                           | The Bad News Bears Go to Japan         | Kelly Leak                |                          | John Berry           |
| 1979 | Start két keréken                             | Breaking Away                          | Moocher                   | Józsa Imre               | Peter Yates          |
| 1983 | A szerelemben vesztes                         | Losin’ It                              | Dave                      | Seszták Szabolcs         | Curtis Hanson        |
| 1985 |                                               | The Zoo Gang                           | Kicsi Joe                 |                          | Pen Densham          |
| 1985 | John Watson                                   | The Zoo Gang                           | Kicsi Joe                 |                          |                      |
| 1991 | Dollman                                       | Dollman                                | Braxton Red               | Incze József             | Albert Pyun (1)      |
| 1992 | Nemezis                                       | Nemesis                                | Einstein                  | Bartucz Attila           | Albert Pyun (2)      |
| 1993 | Mániákus zsaru 3. – A hallgatás jelvénye      | Maniac Cop 3: Badge of Silence         | Frank Jessup              | Salinger Gábor           | William Lustig       |
| 2006 | A király összes embere                        | All the King's Men                     | Roderick "Cukor" Ellis    | Papucsek Vilmos          | Steven Zaillian      |
| 2006 | Apró titkok                                   | Little Children                        | Ronnie James McGorvey     | Bezerédi Zoltán          | Todd Field           |
| 2008 | Fél-profi                                     | Semi-Pro                               | Dukes                     | Csík Csaba Krisztián     | Kent Alterman        |
| 2009 | Szárnyas teremtmények                         | Winged Creatures                       | Bob Jasperson             | Sörös Sándor             | Rowan Woods          |
| 2009 | Watchmen: Az őrzők                            | Watchmen                               | Walter Kovacs / Rorschach | Epres Attila             | Zack Snyder          |
| 2010 | Viharsziget                                   | Shutter Island                         | George Noyce              | Epres Attila             | Martin Scorsese      |
| 2010 | Rémálom az Elm utcában                        | A Nightmare on Elm Street              | Freddy Krueger            | Epres Attila             | Samuel Bayer         |
| 2012 | Éjsötét árnyék                                | (Dark Shadows)                         | Willie Loomis             | Epres Attila             | Tim Burton           |
| 2012 | Lincoln                                       | Lincoln                                | Alexander Stephens        | Végh Péter               | Steven Spielberg     |
| 2013 | Félelmetes nap                                | Parkland                               | Oscar Huber atya          | Rosta Sándor             | Peter Landesman      |
| 2014 | Robotzsaru                                    | RoboCop                                | Rick Mattox               | Jakab Csaba              | José Padilha         |
| 2015 | Bűnös utakon                                  | Criminal Activities                    | Gerry                     | Papucsek Vilmos          | Jackie Earle Haley   |
| 2016 | Egy nemzet születése                          | The Birth of a Nation                  | Raymond Cobb              | Rosta Sándor             | Nate Parker          |
| 2016 | Támadás a Fehér Ház ellen 2. – London ostroma | London Has Fallen                      | Mason helyettes           | Fazekas István           | Babak Najafi         |
| 2017 | A Setét Torony                                | The Dark Tower                         | Sayre                     | Mihályfi Balázs          | Nikolaj Arcel        |
| 2019 | Alita: A harc angyala                         | Alita: Battle Angel                    | Grewishka                 | Törköly Levente          | Robert Rodríguez (1) |
| 2020 |                                               | Death of a Telemarketer                | Asa Ellenbogen            |                          | Khaled Ridgeway      |
| 2021 |                                               | No Future                              | Philip                    |                          | Mark Smoot           |
| 2021 | Andrew Irvine                                 | No Future                              | Philip                    |                          |                      |
| 2022 | Apám sárkánya                                 | My Father's Dragon                     | Tamir (hangja)            | Szemenyei János[forrás?] | Nora Twomey          |
| 2023 |                                               | Devil's Peak                           | Rogers                    |                          | Ben Young            |
| 2023 | Konstrukció                                   | Hypnotic                               | Jeremiah                  | Péter Richárd            | Robert Rodríguez (2) |
| 2023 | Öreg gyilkos, nem vén gyilkos                 | The Retirement Plan                    | Donnie                    | Epres Attila             | Tim Brown            |
| 2024 | A szervezet                                   | The Union                              | Foreman                   | Epres Attila             | Julian Farino        |
| 2024 |                                               | Dead Money                             | Wendel AKA Shotgun        |                          | Luc Walpoth          |

### Televízió
| Év        | Magyar cím             | Eredeti cím                              | Szerep                  | Megjegyzések       |
| --------- | ---------------------- | ---------------------------------------- | ----------------------- | ------------------ |
| 1972      |                        | Wait Till Your Father Gets Home          | Jamie Boyle (hangja)    | 11 epizód          |
| 1973      |                        | The Partridge Family                     | Rusty                   | 1 epizód           |
| 1973      |                        | Marcus Welby, M.D.                       | Tony                    | 1 epizód           |
| 1974      |                        | These Are the Days                       | Danny Day (hangja)      | 16 epizód          |
| 1974      |                        | Valley of the Dinosaurs                  | Greg Butler(hangja)     | 16 epizód          |
| 1974      | A majmok bolygója      | Planet of the Apes                       | Kraik                   | 1 epizód           |
| 1975      |                        | Shazam!                                  | Norm Briggs             | 1 epizód           |
| 1975      |                        | The Waltons                              | Tom                     | 1 epizód           |
| 1979      | Szerelemhajó           | The Love Boat                            | Paul Turner "fia'       | 2 epizód           |
| 1980      |                        | Insight                                  | Ernie Briggs            | 1 epizód           |
| 1980–1981 |                        | Breaking Away                            | Moocher                 | 8 epizód           |
| 1981      |                        | Every Stray Dog and Kid                  | Tommy Ryan              | tévéfilm           |
| 1983      |                        | American Playhouse                       | Seventeen-and-Desperate | 1 epizód           |
| 1983      |                        | Whiz Kids                                | Harlan                  | 1 epizód           |
| 1983      | MacGyver               | MacGyver                                 | Turk                    | 1 epizód           |
| 1986      | Gyilkos sorok          | Murder, She Wrote                        | Billy Willetts          | 1 epizód           |
| 1990      |                        | Oh, No! Not THEM!                        | Adrian                  | tévéfilm           |
| 1990      |                        | Gravedale High                           | Gill Waterman (hangja)  | 13 epizód          |
| 1991      |                        | Get a Life                               | Donald kuzin            | 1 epizód           |
| 1992      | Renegade – A fejvadász | Renegade                                 | Stick                   | 1 epizód           |
| 1993      | Az ördög prófétája     | Prophet of Evil: The Ervil LeBaron Story | Eddie Marston           | tévéfilm           |
| 2010–2011 | Tökéletes célpont      | Human Target                             | Guerrero                | 25 epizód          |
| 2016      | Preacher               | Preacher                                 | Odin Quincannon         | 1. évad (8 epizód) |
| 2016–2017 | A Kullancs             | The Tick                                 | Terror                  | 11 epizód          |
| 2018      | Narcos: Mexikó         | Narcos: Mexico                           | Jim Ferguson            | 2 epizód           |
| 2022      | The First Lady         | The First Lady                           | Louis Howe              | 5 epizód           |
| 2023      |                        | Killing It                               | Troy Chubner            | 1 epizód           |
| 2024      | Géniusz                | Genius                                   | J. Edgar Hoover         | 1 epizód           |

## Fontosabb díjak és jelölések
Apró titkok
- jelölés: Oscar-díj a legjobb férfi mellékszereplőnek
- jelölés: Screen Actors Guild-díj a legjobb férfi mellékszereplőnek

Rémálom az Elm utcában
- jelölés: Teen Choice Awards (legjobb színész)

## Fordítás
- Ez a szócikk részben vagy egészben  a   Jackie_Earle_Haley című angol Wikipédia-szócikk fordításán alapul.  Az eredeti cikk szerkesztőit annak laptörténete sorolja fel. Ez a jelzés csupán a megfogalmazás eredetét és a szerzői jogokat jelzi, nem szolgál a cikkben szereplő információk forrásmegjelöléseként.